# دوروتیوم
دوروتیوم (انگلیسی: Dorotheum) شرکت مدیریت مزایدات و فروش اتریشی است، که در سال ۱۷۰۷ تأسیس شد.